# Ústí nad Labem
Ústí nad Labem (phát âm [ˈuːsciː ˈnad labɛm]ⓘ; tiếng Đức: Aussig an der Elbe) là một thành phố ở miền Bắc xứ Bohemia của Cộng hòa Séc, thuộc vùng Ústí nad Labem. Đây là thành phố đông dân thứ 9 của quốc gia này và là thủ phủ của vùng Bắc Séc. Thành phố nằm cách thủ đô Praha khoảng 100 km về phía bắc.